# Joe Maross
Joseph Raymond Maross (n. 7 februarie 1923, Barnesboro⁠(d), Pennsylvania, SUA – d. 7 noiembrie 2009, Glendale, California, SUA) a fost un actor american de teatru, film și televiziune cu o carieră de peste patru decenii. Cunoscut pentru rolurile secundare și episodice din serialele de televiziune, Maross a jucat în diverse emisiuni și lungmetraje de la începutul anilor 1950 până la mijlocul anilor 1980.

## Biografie
Născut în Barnesboro, Pennsylvania⁠(d), Maross și-a îndeplinit serviciul militar în United States Marine Corps în timpul celui de-Al Doilea Război Mondial și a fost staționat în Hawaii. A urmat cursurile Universității Yale după încheierea conflictului și a obținut o diploma în arte teatrale în 1947.

## Cariera
Maross a avut roluri pe Broadway în piesele de teatru Ladies Night in a Turkish Bath (1949) și The Innkeepers (1955).
Primul lungmetraj în care a apărut este filmul dramatic Pericolul din adâncuri⁠(d) (1958). Ulterior, Maross a avut roluri în producții cinematografice precum Elmer Gantry⁠(d), Zig Zag⁠(d), Oameni de neclintit⁠(d), The Salzburg Connection⁠(d) și Bogate și celebre⁠(d).
Deși a lucrat periodic în filme, a obținut succes în televiziune, devenind cunoscut publicului american pe parcursul anilor 1950 și 1960. A apărut în episodul „A Personal Matter” din 1959 al emisiunii Alfred Hitchcock prezintă... și în trei episoade din Perry Mason⁠(d): „The Case of the Crying Cherub” (1960), „The Case of the Lavender Lipstick” (1960) și „The Case of Potted Planter” (1963). A avut roluri secundare sau episodice în Behind Closed Doors⁠(d), Mission: Impossible⁠(d), The Fugitive, La limita imposibilului, Wanted: Dead or Alive⁠(d), The Invaders, Gunsmoke⁠(d), The Virginian⁠(d), 12 O'Clock High⁠(d), Kentucky Jones⁠(d), Tunelul timpului (într-un episod în care îl interpretează pe George Armstrong Custer), Hawaii Five-O⁠(d), Mannix, Hawkins⁠(d), The Rockford Files⁠(d), episodul „A Little Jazz” al serialului Combat!⁠(d) și episodul „Escape to Ponderosa” din Bonanza. Maross este un personaj central în două episoade din Zona crepusculară: „ Third from the Sun” și „The Little People”. L-a interpretat pe căpitanul Mike Benton în serialul Code Red⁠(d), care a fost difuzat timp de un sezon la ABC între 1981 și 1982.

## Viața personală și moartea
Maross a fost membru fondator al grupului de actorie și regie „Projects 58” din Los Angeles. De asemenea, a fost membru cu drept de vot al Academiei de Arte și Științe Cinematografice.
În noiembrie 2009, Maross a murit la vârsta de 86 de ani ca urmare a unui stop cardiac într-un spital din Glendale, California.

## Filmografie
| An   | Titlu                    | Rol             | Note                             |
| ---- | ------------------------ | --------------- | -------------------------------- |
| 1958 | Run Silent, Run Deep     | Chief Kohler    |                                  |
| 1958 | The Restless Gun         | Kaleel          | Episodul „Hang and be Damned"    |
| 1960 | Elmer Gantry             | Pete            |                                  |
| 1960 | Bonanza                  | Jimmy Sutton    | Episodul „Escape to Ponderosa"   |
| 1960 | The Twilight Zone        | Jerry Riden     | Episode „Third from the Sun"     |
| 1962 | The Twilight Zone        | Peter Craig     | Episode „The Little People"      |
| 1962 | Gunsmoke                 | Dan Beard       | Episodul „Coventry”              |
| 1963 | The Virginian            | Landegger       | Episodul „Echo of Another Day"   |
| 1965 | Kentucky Jones           | Ned Scratch     | Episodul „Bad Penny"             |
| 1970 | Zig Zag                  | Lt. Max Hines   |                                  |
| 1971 | Sometimes a Great Notion | Floyd Evenwrite |                                  |
| 1972 | The Salzburg Connection  | Chuck           |                                  |
| 1977 | Sixth and Main           | Peanuts         |                                  |
| 1978 | Wonder Woman             | Shubert         | Episodul „The Fine Art of Crime" |
| 1981 | Rich and Famous          | Martin Fornam   |                                  |